# Statistiche di Formula E
Questa pagina descrive le statistiche della Formula E, aggiornate all'E-Prix di Roma 2022

## Piloti

### Titoli
| Descrizione              | Record | Pilota           |
| ------------------------ | ------ | ---------------- |
| Maggior Numero di Titoli | 2      | Jean-Éric Vergne |

### Vittorie
| Descrizione                                | Record               | Pilota                                                                  |
| ------------------------------------------ | -------------------- | ----------------------------------------------------------------------- |
| Maggior Numero di vittorie                 | 13                   | Sébastien Buemi                                                         |
| Maggior numero di vittorie in una stagione | 6                    | Sébastien Buemi (2016-17)                                               |
| Maggior numero di vittorie consecutive     | 3                    | Sébastien Buemi (E-Prix di Hong Kong 2016, E-Prix di Buenos Aires 2017) |
| Pilota più anziano a vincere un E-Prix     | 34 anni e 319 giorni | Nicolas Prost (E-Prix di Londra 2016, Gara 2)                           |
| Pilota più giovane a vincere un E-Prix     | 22 anni e 201 giorni | Maximilian Günther (E-Prix di Santiago 2020)                            |

### Podi
| Descrizione                               | Record               | Pilota                                              |
| ----------------------------------------- | -------------------- | --------------------------------------------------- |
| Maggior numero di podi                    | 40                   | Lucas Di Grassi                                     |
| Maggior numero di podi in una stagione    | 7                    | Lucas Di Grassi (2015-16, 2016-17 e 2017-18)        |
| Maggior numero di podi senza vittoria     | 8                    | Nick Heidfeld André Lotterer                        |
| Pilota più giovane conquistare un podio   | 22 anni e 104 giorni | Daniel Abt (E-Prix di Long Beach 2015)              |
| Pilota più anziano a conquistare un podio | 41 anni e 270 giorni | Stéphane Sarrazin (E-Prix di Montréal 2017, Gara 1) |

### Pole Position
| Descrizione                                           | Record               | Pilota                                 |
| ----------------------------------------------------- | -------------------- | -------------------------------------- |
| Maggior numero di Pole Position                       | 15                   | Sébastien Buemi Jean-Éric Vergne       |
| Maggior numero di Pole Position in una stagione       | 4                    | Jean-Éric Vergne (2017-18)             |
| Pilota più anziano ad aver ottenuto una Pole Position | 40 anni e 314 giorni | Jarno Trulli (E-Prix di Berlino 2015)  |
| Pilota più giovane ad aver ottenuto una Pole Position | 22 anni e 122 giorni | Daniel Abt (E-Prix di Long Beach 2015) |

### Punti
| Descrizione                            | Record | Pilota           |
| -------------------------------------- | ------ | ---------------- |
| Maggior numero di Punti                | 1139   | Jean-Éric Vergne |
| Maggior numero di punti senza vittoria | 366    | Andrè Lotterer   |

### Giri veloci
| Descrizione                           | Record | Pilota                                                                  |
| ------------------------------------- | ------ | ----------------------------------------------------------------------- |
| Maggior numero di GPV                 | 10     | Daniel Abt                                                              |
| Maggior numero di GPV in una stagione | 5      | Sébastien Buemi (2015-16) Daniel Abt (2017-18)                          |
| Maggior numero di GPV consecutivi     | 3      | Sébastien Buemi (E-Prix di Pechino 2015, E-Prix di Punta del Este 2015) |

### E-Prix disputati
| Descrizione                             | Record               | Pilota             |
| --------------------------------------- | -------------------- | ------------------ |
| Maggior numero di E-Prix disputati      | 104                  | Lucas Di Grassi    |
| Maggior numero di E-Prix senza vittoria | 90                   | Oliver Turvey      |
| Pilota più anziano al via di un E-Prix  | 44 anni e 238 giorni | Jacques Villeneuve |
| Pilota più giovane al via di un E-Prix  | 20 anni e 270 giorni | Matthew Brabham    |

## Scuderie

### Titoli
| Descrizione              | Record | Scuderia       |
| ------------------------ | ------ | -------------- |
| Maggior Numero di Titoli | 3      | Renault-E.dams |

### Vittorie
| Descrizione                                | Record | Scuderia                   |
| ------------------------------------------ | ------ | -------------------------- |
| Maggior Numero di vittorie                 | 15     | Renault-E.dams             |
| Maggior numero di vittorie in una stagione | 6      | Renault-E.dams (2016-2017) |

### Podi
| Descrizione                         | Record | Scuderia                 |
| ----------------------------------- | ------ | ------------------------ |
| Maggior numero di podi              | 40     | Audi Sport ABT           |
| Maggior Numero di podi per stagione | 11     | Audi Sport ABT (2017-18) |